# Tony & Nelly (album)
Tony & Nelly è il primo album in studio del duo italiano omonimo formato da Tony Cucchiara e Nelly Fioramonti, pubblicato in Italia nel 1966.

## Tracce
LATO A
1. Sarà Lunedì (Tony Cucchiara)
2. La donna del fiume Rosso (Tony Cucchiara)
3. Quando l'amore muore (Tony Cucchiara)
4. La strada che porta a te (Tony Cucchiara)
5. Oh, Samuele non morire (testo: Pino Paschetto e Tony Cucchiara – musica: William Wylie Macpherson, Tommy Scott)
6. L'ultimo treno (testo: Tony Cucchiara – musica: Noel Paul Stookey e Peter Yarrow)

LATO B
1. La strada nel Sole (Alberto Curci, Gene DePaul e Johnny Mercer)
2. Ma sto pagando (testo: Francesco Specchia – musica: Phil Ochs)
3. La canna di bambù (testo: Tony Cucchiara – musica: Dave Van Ronk)
4. Le mie lacrime (Tony Cucchiara e Pino Paschetto)
5. Dove andranno i nostri fior (testo: Daniele Pace – musica: Pete Seeger)
6. Vieni (testo: Tony Cucchiara – musica: Eric Andersen)